# Лифоренко, Андрей Владимирович
Андрей Владимирович Лифоренко (род. 20 июня 1975, Ленинград, СССР) — российский футболист, защитник.

## Карьера
Воспитанник ленинградской СДЮШОР «Смена». В 1993 году дебютировал в первой лиге в составе команды «Смена-Сатурн», за которую в течение трёх лет отыграл 66 матчей, забил два гола, проведя при этом лишь 11 полных игр. После расформирования команды в 1996 году оказался в «Локомотиве-Сатурн», вскоре вернувшем название «Локомотив». 7 ноября 1998 года в заключительном матче сезона в гостевой игре против смоленского «Кристалла» вышел на замену на 72-й минуте. Менее чем через минуту защитник «Кристалла» Игорь Троицкий нанёс Лифоренко травму, в результате которой он получил перелом ноги со смещением. 1999 год Лифоренко провёл в любительской команде «Локомотива», первую половину сезона-2000 — в «Динамо-Стройимпульс» и на профессиональный уровень вернулся лишь 17 августа 2000 года уже в составе казанского «Рубина».
В 2001 году перешёл в ЦСКА, за который провёл один матч — 6 апреля в матче 4 тура против «Торпедо». Во второй половине сезона отыграл 6 матчей за «Торпедо-ЗИЛ». В 2002 году выступал за ФК «Краснознаменск», в 2004 провёл 14 матчей в чемпионате Казахстана в составе карагандинского «Шахтёра», в 2005 году после сезона в саранской «Мордовии» завершил профессиональную карьеру.